# Upplands runinskrifter 671
Upplands runinskrifter 671 är en vikingatida runsten av mörk gnejs i Rölunda, Häggeby socken och Håbo kommun.   Runstenen är 1,13 meter hög och 0,68 meter bred vid basen samt 0,32 meter tjock. Runhöjden är 8 centimeter. Stenen står på en sockel av cement. Den har flyttats kortare bitar ett par gånger på grund av en grustäkt och vägomläggning.

## Inskriften
Translitterering av runraden:
[olb](u)si · let · raisa · stain · þeno · at · ufak · faþu(r) · sin ·
Normalisering till runsvenska:
''olbusi let ræisa stæin þenna at Ofæig, faður sinn.
Översättning till nusvenska:
olbusi lät resa denna sten efter Ofeg, sin fader.